# Dahuku Péré
Pour les articles homonymes, voir Péré.
Maurice Dahuku Péré, né en 1953 et mort le 9 avril 2021 à Lomé, est un homme politique togolais.
Il est président de l'Assemblée nationale de 1994 à 1999.

## Biographie
Lors de l'élection présidentielle de 2010, il apporte son soutien à Jean-Pierre Fabre.
En septembre 2014, après un grave accident de voiture, et alors que ses facultés cognitives sont atteintes, il perd son siège de député. Il est remplacé par Kokou Alonou.